# Клас хімічних сполук
Клас хімічних сполук — ряд хімічних сполук, які мають спільні структурні риси.
Спільною рисою часто є функціональна група (приміром, карбонільна група >C=O в альдегідів і кетонів), однак її може і не бути.
Належність до одного класу не виключає належності ще й до іншого — тоді для позначення класу використовуються складені (адитивні) назви. Наприклад, сполуки, що мають аміногрупу NH2 (клас аміни) та карбоксильну групу COOH (клас карбонові кислоти) належать до класу амінокислот.